# Звезда балета
«Звезда балета» — советский музыкальный фильм режиссёра Алексея Мишурина 1964 года. Премьера состоялась 19 июля 1965 года.
Фильм посмотрели 20 миллионов зрителей в первый год проката.

## Сюжет
Молодой инженер Степан Митин из города Приморска приехал в командировку в Киев. Вместо футбольного матча он случайно попал на выступление Украинского балета на льду.
Степан смотрит представление и восхищается выступлением звезды ледового балета Виктории Чайки. Виктория Чайка — это псевдоним Вари Чаенко. Варя живёт вместе с младшей сестрой Зиной. В жизни она простая и скромная девушка, работающая чертёжницей. Перед премьерой нового спектакля Варя помогает Степану восстановить испорченные чертежи нового рефрижератора. Степан влюбляется в чертёжницу. При этом он расхваливает Викторию Чайку и предлагает Варе посмотреть на её выступление.
Командировка заканчивается, и Степан приглашает Варю как хорошую чертёжницу к ним на завод. Они должны встретиться в аэропорту. Однако девушку по пути в аэропорт перехватывает администратор балетной труппы, потому что срочно требуется заменить другую заболевшую солистку. Степан улетает один.
Через некоторое время Украинский балет на льду приезжает в Приморск на гастроли. Степана как специалиста по холодильным установкам приглашают помочь в заливке искусственного льда. В благодарность за работу Степана приглашают на лёд.
Виктория Чайка вручает ему цветы. Степан понимает, что скромная Варя Чаенко и прима ледового балета Виктория Чайка — это одно и то же лицо.

## В ролях
- Татьяна Катковская — Варя Чаенко / Виктория Чайка
- Валерий Панарин — Степан Митин
- Евгений Моргунов — Шилобрей
- Татьяна Окуневская — Екатерина Васильевна
- Галина Горшкова — Зина
- Андрей Веселовский — Миша
- Александр Ануров — Григорий Макарович
- Виктор Халатов — дежурный аэропорта
- Николай Яковченко — вахтёр
- Сергей Петров — председатель экзаменационной комиссии
- Евгения Опалова — Маргарита Ивановна
- Надежда Карабанюк — Надежда Карабанюк
- Павел Киянский — Николай Леонидович Яворский, главный конструктор завода
- Нет в титрах:
- Иван Матвеев — зритель
- Николай Панасьев — пассажир самолёта
- Софья Карамаш — гримёр
- Дмитрий Милютенко — швейцар
- Екатерина Литвиненко — продавщица цветов
- В фильме снимались актёры Украинского художественно-спортивного ансамбля «Балет на льду»
художественный руководитель и постановщик танцев — Вахтанг Вронский

## Съёмочная группа
- Режиссёр-постановщик — Алексей Мишурин
- Авторы сценария — Владимир Гольдфельд и Цезарь Солодарь
- Операторы-постановщики — Алексей Герасимов и Лев Штифанов
- Композитор — Евгений Зубцов
- Текст песен — Владимир Сосюра
- Художник — Михаил Юферов
- Звукооператор — Н. Авраменко

## Критика
Кинокритик Татьяна Хлоплянкина резко критиковала фильм: «А. Мишурин, по-видимому, так же как и авторы сценария, сделал „скидку на жанр“, решив, что в ревю сойдёт любая пошлость — были бы танцы и музыка … Актёры, занятые в фильме, и такие опытные, как Т. Окуневская, Е. Моргунов, и дебютанты Т. Катковская, В. Панарин, — чувствуют себя неловко, беспомощно: они целиком предоставлены самим себе и плохому тексту». Она считала, что авторы создали фильм, где нет «ни одного проблеска чувства, ни одного остроумного, живого слова», «с глупым мельтешением главных героев, с полным отсутствием драматургии и элементарной кинематографической культуры». По её мнению, «фильм поражает безвкусицей оформления».
Искусствовед Евгений Громов упрекал авторов в том, что они обесцвечивают своих положительных героев. «Всячески подчёркивается, — писал он, — например, что звезда балета Виктория Чайка в сущности своей обычная, простая дивчина, что прежняя профессия чертёжницы не менее интересна, чем новая, и т.д. Из языка героев педантично изгоняются всякий намёк живое слово, оригинальную или даже не оригинальную мысль».
Кинокритик Светлана Зинич отмечала: «В комедии есть отдельные удачные моменты — эпизоды заседания комиссии, где комический эффект достигается с помощью монтажа, быстрой смены планов, с помощью портретов, позволяющих подчеркнуть игру актёров; или „экскурсия“ героя за кулисы, где хорошо обыгрывается невозмутимое безразличие дежурного и недоумение Степана, когда выясняется, что он ломится в открытую дверь. Некоторые комедийные штрихи есть и в изображении неловкого администратора». Однако она утверждала: «Но всё это не может компенсировать ни отсутствия настоящих комедийных характеров, ни сюжетной немотивированности танцевальных номеров…».
Киновед Нонна Капельгородская писала: «Мытарство героя, что никак не может разобраться, кого именно он любит … приём довольно затасканный». Она указывала, что «лента также построена на ряде „случайностей“, которые в конце концов кажутся лишними» и что «отдельные остроумные кадры … не способны компенсировать отсутствие действительно комедийных характеров и нарушение комедийного темпа».
Киновед Александр Фёдоров указывал, что «зрители относятся к „Звезде балета“ куда теплее» критиков, называя фильм красивым, «замечательным, светлым и добрым». Он привёл положительные зрительские отзывы о фильме, в которых отмечаются «красивые танцы на льду, красочные костюмы, декорации, музыка», «прозрачность льда, в котором всё так красиво отражается», интересные взаимоотношения главных героев и «несколько смешных моментов».